# Вадим Репин
Вадим Викторович Репин (на руски: Вадим Викторович Репин) е руски и белгийски цигулар.
След като чува изпълнение на Вадим Репин, Йехуди Менухин казва: „Вадим Репин е най-добрият и съвършен цигулар, когото някога съм имал възможност да чуя“.

## Биография
Роден е на 31 август 1971 г. в Новосибирск, СССР. Започва да свири на цигулка на петгодишна възраст. Негов пръв учител е Дмитрий Вакс, по инициатива на когото две години по-късно се премества да учи при известния цигулар Захар Брон. На единадесетгодишна възраст печели златен медал във всички възрастови категории в Международния конкурс за млади цигулари в чест на Карол Липински и Хенрик Вияенски в Люблин и прави своите си дебюти на сцена в Москва и Ленинград. През 1985 г. свири в Токио, Мюнхен, Берлин, Хелзинки, а през 1986 г. в Карнеги Хол, Лондон.
На 17-годишна възраст става най-младият победител в секцията за цигулки на Музикалния конкурс „Кралица Елизабет“ в Брюксел. През 2009 г. е част от журито на конкурса.
Свири под диригентството на Саймън Ратъл, Валери Гергиев, Марис Янсонс, Зубин Мета, Йехуди Менухин, Еса-Пека Салонен, Ростропович, Рикардо Мути и др.
Участва в концерти с Берлинската филхармония, Виенската филхармония, Оркестъра на Филаделфия, Лондонския симфоничен оркестър и др. Сътрудничи си с Николай Лугански, Итамар Голан, Марта Аргерих, Евгени Кисин, Ланг Ланг и Миша Майски.
Репин изпълнява предимно руски и френски творби. От съвременната музика в репертоара му са включени произведения на Джон Адамс, Лера Ауербах и София Губаидулина.
Записва концерти за цигулка от Бетовен, Брамс, Моцарт, Сибелиус, Чайковски, Прокофиев, Дмитрий Шостакович и Николай Мясковски. Автор е на два компактдиска с изпълнение на цигулка и пиано с Борис Березовски и записва камерна музика с пианистите Марта Аргерих и Михаил Плетнев, виолиста Юри Башмет и челиста Миша Майски. През 2010 г. Репин записва съвместен албум с пианиста Николай Лугански.
За първи път в България свири през 1984 г. в зала България. На 27 септември 2018 г. ще открие 90-ия сезон на Софийската филхармония с Концерт за цигулка и оркестър № 1 на Шостакович.